# Saverio Friscia
Saverio Friscia (Sciacca, 11 novembre 1813 – Sciacca, 22 febbraio 1886) è stato un patriota, politico e anarchico italiano. Attivo nei moti del 1848 in Sicilia e nella spedizione dei Mille, ricoprì in entrambi i casi importanti ruoli di governo nell'isola. Deputato per 7 legislature dopo l'Unità, fu tra i più stretti collaboratori di Bakunin nella diffusione delle idee socialiste della Prima internazionale. Medico, fu tra i pionieri in Italia della medicina omeopatica.

## Biografia
Laureato in medicina all'Università di Palermo nel 1837, pratica la medicina omeopatica secondo le teorie di Samuel Hahnemann, in politica simpatizza inizialmente per le teorie di Fourier. Iscritto alla Massoneria e cospiratore antiborbonico durante i Moti del 1848 organizza la rivolta a Sciacca e viene eletto deputato al Parlamento generale di Sicilia.
Dopo la repressione dei moti viene inviato al domicilio coatto e poi, nel 1850 espatria. Si avvicina alle idee repubblicane oscillando tra la posizione unitaria di Giuseppe Mazzini e quella federalista di Carlo Cattaneo. A Parigi entra in contatto anche con le teorie di Proudhon.
Durante la Spedizione dei Mille ricopre importanti incarichi di governo in Sicilia, cercando, senza successo, di garantire l'autonomia amministrativa all'isola e l'assegnazione ai contadini delle terre ecclesiastiche.

Viene destituito dall'incarico per aver criticato la repressione militare e la Piemontesizzazione dell'isola. Eletto deputato nel 1861 siederà ininterrottamente in Parlamento per 7 legislature. Nel gennaio 1863 costituisce l'Associazione democratica italiana per la Sicilia, un organismo a metà strada tra il repubblicanesimo e l'autonomismo siciliano, che viene però subito sciolta dalle autorità.
Trasferitosi a Napoli negli anni successivi mantiene inizialmente stretti rapporti con Mazzini, ma dopo l'arrivo di Bakunin in Italia si avvicina rapidamente alle idee anarchiche diventando uno stretto collaboratore del rivoluzionario russo.
Nell'agosto 1872 partecipa alla Conferenza di Rimini che segna la nascita della Federazione italiana dell'Associazione internazionale dei lavoratori in polemica con Marx.
Continua comunque a far parte della Massoneria (in cui cerca di diffondere le concezioni socialiste anarchiche) e della Camera dei deputati, pur diradando la propria presenza ai lavori parlamentari.

Verso la metà degli anni '70 si orienta progressivamente verso posizioni politiche più moderate, a partire dal 1876 sostiene i governi della Sinistra storica, nella convinzione che un governo borghese più avanzato potesse attuare riforme sociali utili ad una successiva evoluzione rivoluzionaria.
Non rieletto nel 1882 continua a svolgere la professione medica e nel 1885 diventa presidente nazionale dell'Accademia omeopatica italiana.